# 鄭天柱
鄭天柱（1969年—）為前臺灣男子籃球運動員，身高202公分，場上位置為中鋒，出身輔仁大學體育系，為亞青男籃賽國手，1987年曾入選亞洲籃球錦標賽中華隊大名單，生涯效力過建弘男籃、榮工男籃、鴻源男籃、宏福男籃、佳那企業男籃，其中鴻源男籃解散後鄭天柱曾離開球場五年，1996年7月鄭天柱在中華職籃三年選秀會上被達欣男籃以狀元籤指名。